# Area Specialmente Gestita dell'Antartide
Un'Area Specialmente Gestita dell'Antartide (in inglese Antarctic Specially Managed Area da cui l’acronimo ASMA talvolta usato per indicarle) è un’area protetta dell’Antartide. Diversamente dalle aree specialmente protette dell’Antartide non è richiesto un permesso di accesso.
Si tratta di aree gestite collaborativamente dai governi di Australia, Brasile, Cile, Ecuador, India, Norvegia, Nuova Zelanda, Perù, Polonia, Regno Unito, Romania, Russia, Spagna e Stati Uniti d'America con la finalità di fornire supporto nella pianificazione e nel coordinamento delle attività nell’area stessa evitando conflitti, migliorando la cooperazione tra le parti che hanno ratificato il Trattato Antartico e minimizzardo l’impatto sull’ambiente. Queste aree comprendono tanto zone in cui lo svolgimento di attività contemporanee potrebbe creare situazioni di rischio o di eccessivo impatto ambientale quanto zone che rappresentano siti di interesse storico.
Alle prime due aree, istituite nel 2004, ne furono aggiunte altre cinque nei successivi quattro anni. L’area di Capo Denison, una delle prime due istituite, è stata derubricata nel 2014. Ad oggi sono quindi sei le aree antartiche a gestione speciale riconosciute.

## Elenco delle aree
| Codice ASMA          | Denominazione                               | Proponente                                                  | Anno        | Coordinate             | Area (km²) | Immagine |
| -------------------- | ------------------------------------------- | ----------------------------------------------------------- | ----------- | ---------------------- | ---------- | -------- |
| ASMA 1               | Baia dell'Ammiragliato                      | Brasile, Ecuador, Perù, Polonia, Stati Uniti                | 2006        | 62°01′21″S 58°15′05″W  | 409,54     |          |
| ASMA 2               | Valli secche McMurdo                        | Nuova Zelanda, Stati Uniti                                  | 2004        | 77°00′00″S 162°00′00″E | 17945,42   |          |
| ASMA 3 [Derubricata] | Capo Denison                                | Australia                                                   | 2004 - 2014 | 67°00′31″S 142°40′43″E | n.a.       |          |
| ASMA 4               | Isola Deception                             | Argentina, Cile, Norvegia, Regno Unito, Spagna, Stati Uniti | 2005        | 62°57′00″S 60°38′00″W  | 158,56     |          |
| ASMA 5               | Base Amundsen-Scott                         | Stati Uniti                                                 | 2007        | 90°00′00″S 0°00′00″W   | 26286,03   |          |
| ASMA 6               | Colli Larsemann                             | Australia, Cina, India, Romania, Russia                     | 2007        | 69°30′00″S 76°19′58″E  | 252,54     |          |
| ASMA 7               | Isola Anvers sudoccidentale e bacino Palmer | Stati Uniti                                                 | 2008        | 64°50′00″S 64°30′00″W  | 3548,53    |          |